# Schefflera clusietorum
Schefflera clusietorum är en araliaväxtart som beskrevs av David Gamman Frodin. Schefflera clusietorum ingår i släktet Schefflera och familjen araliaväxter. Inga underarter finns listade.